# Commission E
La Commission E est en Allemagne un conseil consultatif scientifique du Bundesinstitut für Arzneimittel und Medizinprodukte (Institut fédéral des médicaments et des dispositifs médicaux) créé en 1978. La commission fournit une expertise scientifique pour l'approbation des substances et produits utilisés précédemment dans la médecine traditionnelle.
La commission est connue hors d'Allemagne depuis les années 1990 pour la compilation et la publication de 380 monographies évaluant l'innocuité et l'efficacité de plantes pour une utilisation sur prescription médicale en Allemagne. Les monographies ont été publiées entre 1984 et 1994 dans le Bundesanzeiger ; elles n'ont pas été mises à jour depuis, mais sont toujours considérées comme valides. Un résumé des publications est disponible sur le site web de la commission ; des copies non officielles  des monographies sont disponibles à la Heilpflanzen-Welt Bibliothek.
Il existe également une traduction en anglais réalisée par l'American Botanical Council.